# Planalto suíço

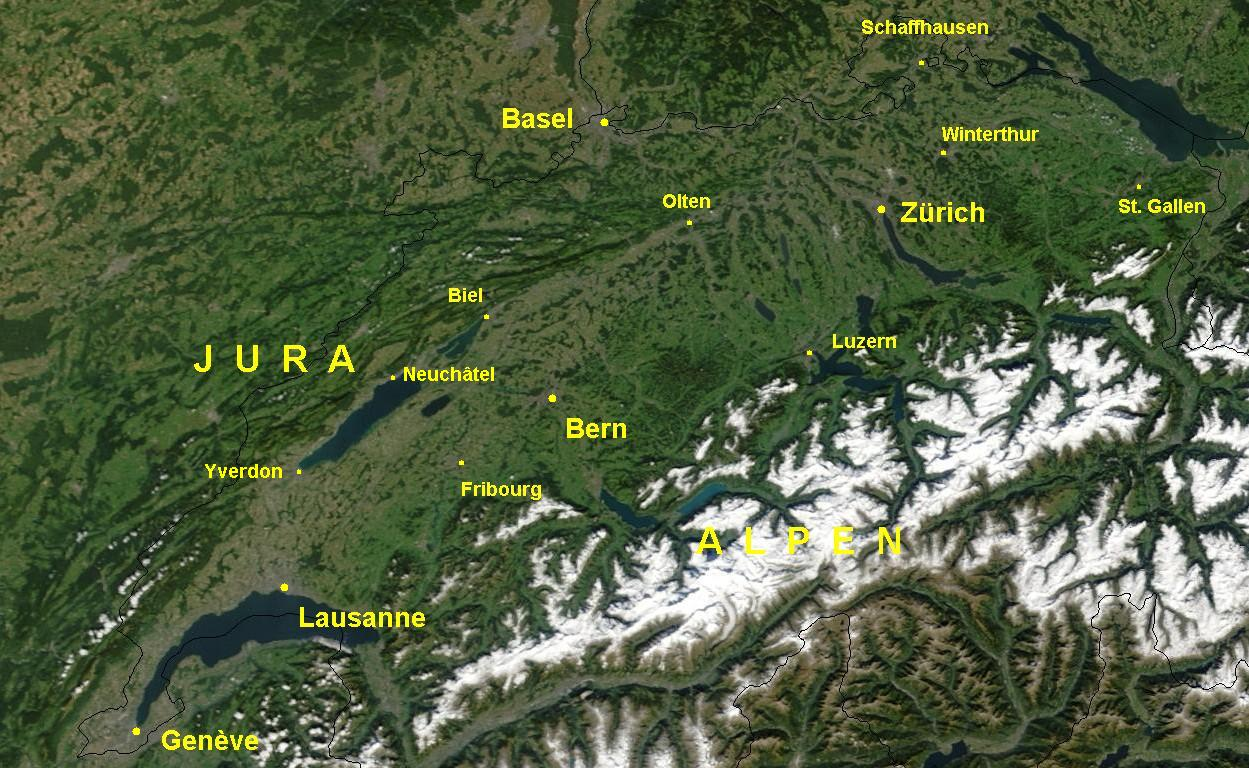
O planalto suíço

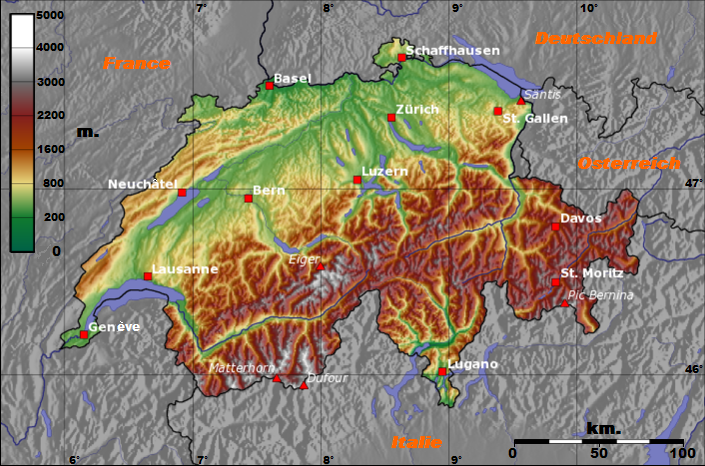
O Planalto a norte da linha Lago Lemano ao Lago de Constança

O Planalto suíço (Altipiano svizzero em italiano, Plateau suisse em  francês ou Schweizer Mittelland em alemão) é uma das três regiões geográficas da Suíça. Situa-se entre a zona alpina chamada Alpes suíços, e a cordilheira do Jura.
Ocupa cerca de  30% da superfície de país e é formado parcialmente de terrenos planos ou colinas com um máximo de 400 a 600 m, ou então da lagos.

## OSO-NNE
A Norte e a Noroeste o planalto suíço é delimitado geograficamente e geologicamente pela cordilheira do Jura, mas a Sul não existe uma fronteira precisa com os Alpes.
Segundo o que se pode ver na imagem junta, a divisão Sul mesmo se não claramente definida, passa por uma linha que liga OSO-ENE que reuni o Lago Lemano ao Lago de Constança e passa  por  Lausana, Lucerna, São Galo